# Johann Broye
Johann Broye (auch Jean; * 12. September 1828 in Freiburg im Üechtland; † 19. Juni 1899 in Lausanne) war ein Schweizer Jurist.

## Leben und Wirken
Johann Broye wurde als Sohn des Geometer-Kommissars Jean-Joseph Broye geboren. Er absolvierte das Kollegium St. Michael in Freiburg und studierte Rechtswissenschaften 1847/48 an der Universität Zürich und 1849/50 an der Universität Jena. In Jena wurde er 1848 Mitglied der Burschenschaft Arminia auf dem Burgkeller. Nach dem Studium arbeitete ab 1851 als Rechtsbeistand in Freiburg und von 1853 bis 1855 als Schreiber am Kantonsgericht. 1854 war er Lehrbeauftragter für Römisches Recht an den akademischen Kursen der Kantonsschule. 1855 erlangte er das Anwaltspatent. 
Von 1855 bis 1876 war Broye Professor für Römisches Recht, Öffentliches Recht und Naturrecht an der Rechtsschule, der späteren Universität Freiburg. Daneben arbeitete er weiter als Rechtsanwalt. Ab 1872 war er Ersatzmann und Aushilfsrichter und von 1876 bis zu seinem Tod Richter am Bundesgericht, das er von 1895 bis 1896 präsidierte.
Von 1862 bis 1874 gehörte er dem Freiburger Gemeinderat (Exekutive) an, er war Mitglied des Schulausschusses und des Spitalausschusses. Von 1866 bis 1871 war er Mitglied des Grosen Rates des Kantons Freiburg. Er war ausserdem Präsident der Lehrerkammer und Mitglied des Generalrats von Freiburg.
Von 1857 bis 1865 war er als Hauptmann der Schweizer Armee, zudem Kommandant der 13. Kompanie der Elitegarde.

## Ehrungen
- 1898: Ehrendoktor der Universität Lausanne